# Kavya Manyapu
Kavya K. Manyapu es una ingeniera aeroespacial hindú. Forma parte del equipo de Boeing que llevó a cabo el desarrollo de la nave espacial CST-100 Starliner.
También desarrolló un tejido para futuros trajes espaciales autolimpiables que utiliza nanotubos de carbono para repeler el polvo lunar o marciano.

## Biografía
Manyapu creció en Hyderabad (India). Al cumplir los 16 años, su familia decidió mudarse a los Estados Unidos. Una vez instalada allí, estudió ingeniería aeroespacial en el Instituto de Tecnología de Georgia, obteniendo el título en el año 2006, tras esto, estudiaría una maestría en aeronáutica y astronáutica en el Instituto de Tecnología de Massachusetts, finalizando sus estudios en 2010. También posee un diploma en artes escénicas por la Universidad de Potti Sreeramulu Telugu.
Participó en múltiples simulaciones de misiones a Marte organizadas por la Mars Society. En el año 2010, se unió a la empresa Boeing, donde comenzó trabajando como una ingeniera de estructuras de los Boeing 777, para más tarde pasar a la sección espacial a de la compañía, donde ocupó distintos cargos en el desarrollo de la nave CST-100 Starliner, entre los que se encuentran jefa de integración de trajes espaciales, ingeniera de prueba de vuelos, operaciones de tripulación de vuelo y directora de vuelos de prueba.
En 2017 obtuvo un doctorado en estudios espaciales bajo la supervisión de Pablo de León, siendo la primera graduada de dichos estudios de la Universidad de Dakota del Norte. Durante su doctorado, desarrolló un tejido novedoso para trajes espaciales, compuesto por nanotubos de carbono para repeler el polvo lunar o de cualquier superficie planetaria, un problema que afectó seriamente al programa Apolo. Se convirtió en un profesor adjunto de dicha universidad en 2019.
Manyapu recibió múltiples premios por su trabajo, incluidos el Rotary National Award for Space Achievement en 2014, y en 2016 el Future Space Leaders de la Federación Internacional de Astronáutica.

## Obras
- Manyapu, Kavya K., et al. "Proof of concept demonstration of novel technologies for lunar spacesuit dust mitigation." Acta Astronautica 137 (2017): 472-481.
- Manyapu, Kavya K., Leora Peltz, and Pablo De León. "Self-cleaning spacesuits for future planetary missions using carbon nanotube technology." Acta Astronautica 157 (2019): 134-144.